# Trilha sonora da série Mass Effect
A série Mass Effect contém centenas de músicas, e estas foram divididas em diversos álbuns, sendo os álbuns de Mass Effect e Mass Effect 2 os maiores. O terceiro jogo da trilogia principal, Mass Effect 3, ainda está para ser lançado.

## Mass Effect
O álbum Mass Effect Original Soundtrack foi composto e produzido por Jack Wall e Sam Hulick, contendo músicas adicionais de Richard Jacques e David Kates. A trilha sonora foi publicada pela Sumthing Distribution e foi lançada no dia 20 de novembro de 2007, e apresenta trinta e sete faixas, incluindo a música do final do jogo - M4, Part II, da banda Faunts. De acordo com o encarte do álbum e com a imprensa, a trilha sonora foi inspirada por filmes de ficção científica clássicos, como Blade Runner: O Caçador de Andróides e Duna. Algumas faixas foram tocadas pelo Video Games Live.
| Mass Effect Original Soundtrack (75:56) |                          |         |  |
| N.º                                     | Título                   | Duração |  |
| 1.                                      | "Mass Effect Theme"      | 2:21    |  |
| 2.                                      | "The Normandy"           | 1:35    |  |
| 3.                                      | "Eden Prime"             | 1:34    |  |
| 4.                                      | "Battle at Eden Prime"   | 1:23    |  |
| 5.                                      | "Saren"                  | 2:00    |  |
| 6.                                      | "The Citadel"            | 1:45    |  |
| 7.                                      | "The Presidium"          | 1:32    |  |
| 8.                                      | "The Wards"              | 3:14    |  |
| 9.                                      | "Criminal Elements"      | 1:56    |  |
| 10.                                     | "Spectre Induction"      | 1:55    |  |
| 11.                                     | "Liara's World"          | 2:35    |  |
| 12.                                     | "A Very Dangerous Place" | 2:40    |  |
| 13.                                     | "Feros"                  | 1:34    |  |
| 14.                                     | "Protecting the Colony"  | 1:56    |  |
| 15.                                     | "The Thorian"            | 3:12    |  |
| 16.                                     | "Noveria"                | 2:14    |  |
| 17.                                     | "The Secret Labs"        | 2:39    |  |
| 18.                                     | "The Alien Queen"        | 1:44    |  |
| 19.                                     | "Fatal Confrontation"    | 1:09    |  |
| 20.                                     | "Saren's Base"           | 1:37    |  |
| 21.                                     | "Breeding Ground"        | 3:47    |  |
| 22.                                     | "Virmire Ride"           | 1:41    |  |
| 23.                                     | "Exit"                   | 1:54    |  |
| 24.                                     | "Love Theme"             | 1:54    |  |
| 25.                                     | "Uncharted Worlds"       | 1:16    |  |
| 26.                                     | "Ilos"                   | 1:39    |  |
| 27.                                     | "Vigil"                  | 1:44    |  |
| 28.                                     | "Sovereign's Theme"      | 1:19    |  |
| 29.                                     | "Uplink"                 | 1:12    |  |
| 30.                                     | "Battling Saren"         | 1:38    |  |
| 31.                                     | "In Pursuit of Saren"    | 1:37    |  |
| 32.                                     | "Infusion"               | 1:30    |  |
| 33.                                     | "Final Assault"          | 2:02    |  |
| 34.                                     | "Victory"                | 0:51    |  |
| 35.                                     | "From the Wreckage"      | 1:54    |  |
| 36.                                     | "The End (Reprise)"      | 1:10    |  |
| 37.                                     | "M4 Part 2 (Faunts)"     | 8:18    |  |

## Mass Effect 2

### Mass Effect 2: Original Video Game Score
Mass Effect 2: Original Videogame Score foi composto e produzido pela Wall of Sound inc., tendo como líder de composição Jack Wall (compositor e produtor de Mass Effect), e também tendo participação de Sam Hulick, David Kates e Jimmy Hinson com edições adicionais de Brian DiDomenico. A trilha sonora foi lançada no dia 19 de janeiro de 2010 como download, e publicada pela Electronic Arts. Apresenta 27 faixas em dois discos.
| Mass Effect 2: Original Videogame Score (115:43) |                           |         |  |
| N.º                                              | Título                    | Duração |  |
| 1.                                               | "The Illusive Man"        | 2:23    |  |
| 2.                                               | "Humans Are Disappearing" | 2:00    |  |
| 3.                                               | "The Attack"              | 5:13    |  |
| 4.                                               | "The Lazarus Project"     | 1:10    |  |
| 5.                                               | "A Rude Awakening"        | 1:39    |  |
| 6.                                               | "The Normandy Reborn"     | 2:06    |  |
| 7.                                               | "Miranda"                 | 5:22    |  |
| 8.                                               | "Jacob"                   | 6:02    |  |
| 9.                                               | "Freedom's Progress"      | 5:41    |  |
| 10.                                              | "Thane"                   | 9:19    |  |
| 11.                                              | "Garrus"                  | 6:04    |  |
| 12.                                              | "An Unknown Enemy"        | 2:41    |  |
| 13.                                              | "Samara"                  | 8:53    |  |
| 14.                                              | "Grunt"                   | 5:26    |  |
| 15.                                              | "Horizon"                 | 2:56    |  |
| 16.                                              | "Tali"                    | 5:58    |  |
| 17.                                              | "Mordin"                  | 6:27    |  |
| 18.                                              | "The Normandy Attacked"   | 2:11    |  |
| 19.                                              | "Jack"                    | 6:28    |  |
| 20.                                              | "Legion"                  | 6:22    |  |
| 21.                                              | "Jump Drive"              | 2:16    |  |
| 22.                                              | "Crash Landing"           | 3:43    |  |
| 23.                                              | "The Collector Base"      | 3:52    |  |
| 24.                                              | "The End Run"             | 2:57    |  |
| 25.                                              | "Suicide Mission"         | 4:45    |  |
| 26.                                              | "New Worlds"              | 2:30    |  |
| 27.                                              | "Reflections"             | 1:19    |  |

### Mass Effect 2: Atmospheric
No dia 7 de setembro de 2010, a BioWare lançou um álbum adicional de faixas de ambiente de Mass Effect 2, compostas por Jack Wall, no iTunes & Amazon MP3.
| Mass Effect 2: Atmospheric (20:43) |                            |         |  |
| N.º                                | Título                     | Duração |  |
| 1.                                 | "What The Future Holds"    | 2:41    |  |
| 2.                                 | "Charges of Treason"       | 1:35    |  |
| 3.                                 | "Shuttle Ride"             | 1:09    |  |
| 4.                                 | "Finding Samara"           | 4:05    |  |
| 5.                                 | "Facial Reconstruction"    | 1:34    |  |
| 6.                                 | "Chatting With Mordin"     | 1:47    |  |
| 7.                                 | "Finding Archangel"        | 2:44    |  |
| 8.                                 | "Negotiating With Miranda" | 1:48    |  |
| 9.                                 | "Pure Krogan"              | 3:19    |  |

### Mass Effect 2: Combat
No dia 5 de outubro de 2010, um álbum adicional de trilhas sonoras intitulado "Combat" foi lançado.
| N.º | Título                     | Duração |  |
| 1.  | "Gunship Battle"           | 2:42    |  |
| 2.  | "Gathering Charges"        | 2:14    |  |
| 3.  | "Mother vs. Daughter"      | 1:33    |  |
| 4.  | "Collector Fever"          | 2:39    |  |
| 5.  | "Testing Memories"         | 2:57    |  |
| 6.  | "Infiltration"             | 3:55    |  |
| 7.  | "Delivering the Cure"      | 3:06    |  |
| 8.  | "Escape from Omega"        | 1:59    |  |
| 9.  | "Convincing Jack"          | 1:56    |  |
| 10. | "Grunt Awakens"            | 2:10    |  |
| 11. | "The Long Walk"            | 4:18    |  |
| 12. | "The Human Reaper"         | 1:34    |  |
| 13. | "The Swarms/Shepard's End" | 1:24    |  |
| 14. | "The Final Reckoning"      | 1:11    |  |

### DLCs de Mass Effect 2
Vários DLCs que foram lançados, como Kasumi: Stolen Memory, Overlord e Lair Of The Shadow Broker, apresentam novas músicas, e estas foram colocadas para download por meio de distribuidores como iTunes e Amazon, no formato MP3. Nenhuma dessas trilhas de Mass Effect 2 foram compostas por Jack Wall.

#### Mass Effect 2: Kasumi's Stolen Memory
| Mass Effect 2: Kasumi's Stolen Memory (10:20) |                     |         |  |
| N.º                                           | Título              | Duração |  |
| 1.                                            | "Death From Above"  | 2:59    |  |
| 2.                                            | "Making Our Escape" | 2:43    |  |
| 3.                                            | "Infiltration"      | 2:35    |  |
| 4.                                            | "Party Music"       | 2:03    |  |

#### Mass Effect 2: Overlord
| Mass Effect 2: Overlord (6:27) |                      |         |  |
| N.º                            | Título               | Duração |  |
| 1.                             | "Final Conversation" | 1:37    |  |
| 2.                             | "Boss Combat"        | 1:39    |  |
| 3.                             | "Tension Rising"     | 1:39    |  |
| 4.                             | "Combat Troops"      | 1:32    |  |

#### Mass Effect 2: Lair Of The Shadow Broker
| Mass Effect 2: Lair Of The Shadow Broker (12:31) |                      |         |  |
| N.º                                              | Título               | Duração |  |
| 1.                                               | "As They Enter"      | 1:14    |  |
| 2.                                               | "Building Explosion" | 1:39    |  |
| 3.                                               | "Agent Combat"       | 1:06    |  |
| 4.                                               | "Double Cross"       | 1:12    |  |
| 5.                                               | "Vasir Combat"       | 3:26    |  |
| 6.                                               | "Shadow Broker"      | 1:10    |  |
| 7.                                               | "Final Combat"       | 2:44    |  |

### Músicas de danceterias não-comercializadas
Diversas faixas foram escritas para as várias cenas contendo danceterias, em Mass Effect 2. Elas ainda serão lançadas ou vendidas.
| Local            | Título             | Artista     |
| ---------------- | ------------------ | ----------- |
| Upper Afterlife  | "Callista"         | Saki Kaskas |
| Lower Afterlife  | "Techno Madness"   | Jesse Allen |
| Dark Star Lounge | "Happiness"        | John Morgan |
| Eternity Bar     | "To Hide? To Seek" | Comaduster  |

## Mass Effect 3
Numa entrevista casual com The Quietus no dia 9 de fevereiro de 2011, o compositor Clint Mansell declarou "Estou fazendo um jogo esse ano. Mass Effect 3." Apesar de não ter desmentido a declaração, a Electronic Arts disse à GameInformer um dia depois que "A EA não tem qualquer detalhe para anunciar nesse momento sobre o compositor de Mass Effect 3." 
Por Twitter no dia 10 de fevereiro de 2011, o compositor Jack Wall, responsável pelas músicas dos jogos anteriores da franquia Mass Effect, confirmou não ter envolvimento com a produção de Mass Effect 3. Uma outra declaração sua concluiu que ele "não estará retornando ao último jogo", por conta razões complicadas e não-detalhadas. Ele também usou conotações positivas em relação a Mansell.